# I Don't Care If the Sun Don't Shine
"I Don't Care if the Sun Don't Shine" è una canzone di musica popolare scritta da Mack David.
La versione più famosa di questa canzone fu però incisa da Patti Page nel 1950. La versione di Page fu edita dalla Mercury Records ed entrò nella classifica Billboard nel 1950 restandoci per 9 settimane e raggiungendo l'ottavo posto. Fu la sua prima canzone in Top 10.
Il brano fu anche una delle prime registrazioni di Elvis Presley, pubblicato nel 1954 come Lato B del suo secondo singolo con la Sun Records "Good Rockin' Tonight/I Don't Care If the Sun Don't Shine".
Un'altra versione è quella di Dean Martin registrata in occasione dell'uscita del film del 1953 "Morti di paura" interpretato da Dean Martin stesso e Jerry Lewis. La versione di Patti Page fu inclusa nella colonna sonora del film cult "Priscilla, la regina del deserto".
Esiste anche una versione in lingua spagnola interpretata da Marco Tulio Sanchez, precursore del rockabilly nel suo paese, la Colombia negli anni '80.